# Belliena scotti
Belliena scotti är en spindelart som beskrevs av Henry Roughton Hogg 1918. Belliena scotti ingår i släktet Belliena och familjen hoppspindlar. Inga underarter finns listade.